# Mysmenidae
Mysmenidae é uma família de aranhas araneomorfas, incluída na superfamília Araneoidea, com uma distribuição natural alargada mas com máxima diversidade na Eurásia.

## Descrição
As aranhas da família Mysmenidae ocorrem na Europa e Ásia, zonas da América do Norte, nas regiões centrais da África e em múltiplas ilhas.

## Sistemática
A família Mysmenidae inclui pelo menos 123 espécies validamente descritas incluídas em 23 géneros:
- Acrobleps Hickman, 1979 (Tasmânia)
- Anjouanella Baert, 1986 (Comores)
- Brasilionata Wunderlich, 1995 (Brasil)
- Calodipoena Gertsch & Davis, 1936 (América Central, Antilhas, Argélia)
- Calomyspoena Baert & Maelfait, 1983 (Galápagos)
- Crassignatha Wunderlich, 1995 (Malásia)
- Iardinis Simon, 1899 (Nepal, Índia)
- Isela Griswold, 1985 (África do Sul)
- Itapua Baert, 1984 (Paraguai)
- Kekenboschiella Baert, 1982 (Nova Guiné)
- Kilifina Baert & Murphy, 1992 (Quénia)
- Leviola Miller, 1970 (Angola)
- Maymena Gertsch, 1960 (América Central e América do Sul)
- Microdipoena Banks, 1895 (EUA até ao Paraguai, África)
- Mysmena Simon, 1894 (Mediterrâneo, Oceânia)
- Mysmenella Brignoli, 1980 (Paleártico, África, Oceânia)
- Mysmeniola Thaler, 1995 (Venezuela)
- Mysmenopsis Simon, 1897 (EUA até ao Peru)
- Phricotelus Simon, 1895 (Sri Lanka)
- Tamasesia Marples, 1955 (Samoa, Nova Caledónia)
- Taphiassa Simon, 1880 (Nova Caledónia)
- Trogloneta Simon, 1922 (EUA, Europa, Canárias)